# Novantinoe puertoricensis
Novantinoe puertoricensis is een keversoort uit de familie van de boktorren (Cerambycidae). De wetenschappelijke naam van de soort werd voor het eerst geldig gepubliceerd in 2004 door Lingafelter & Micheli.